# Jacques Honoré Lelarge de Lourdoueix
Pour les articles homonymes, voir Lourdoueix.
Jacques Honoré Lelarge, baron de Lourdoueix, né au château de Beaufort à Malleret-Boussac (Creuse) le 29 mars 1787 et mort à Palalda le 1er octobre 1860, est un romancier, journaliste et polémiste français.

## Biographie
Issu de la mouvance légitimiste, il se situait parmi les hérésiarques ou voltairiens de la droite, qui s'efforçaient de réconcilier la défense du trône et de l'autel avec les acquis philosophiques et libéraux. Ce désir de synthèse avec la modernité en fit l'un des piliers du royalisme de Droit national et le principal collaborateur de l'abbé de Genoude jusqu'à la mort de ce dernier en 1849. Il lui succéda alors à la direction de la Gazette de France. Il défendait une nouvelle Restauration par l'Appel au Peuple, c'est-à-dire un plébiscite demandant aux Français de choisir entre la monarchie légitime ou la République, et préconisait une série de mesures sociales, comme l'instauration de caisses de retraite pour les travailleurs. Ce programme, qui par certains aspects se rapprochait de celui des démocrates-socialistes, fait que cette tendance royaliste, était souvent qualifiée de « Montagne blanche » dans le Midi où elle était le plus fortement représentée. Les positions originales de Lourdoueix et de la Gazette de France sont finalement condamnées par le « comte de Chambord » par le texte connu sous le nom de manifeste Barthélémy ou circulaire de Wiesbaden, le 30 août 1850, qui condamnait la
doctrine de l’Appel au peuple comme « impliquant la négation du grand principe de l’hérédité monarchique. ». Le royalisme de Droit National s'étiole à la suite de cette prise de position du prétendant, puis au coup d'État, même si Lourdoueix continue de faire preuve d'originalité dans la mouvance royaliste et d'animer la Gazette de France jusqu'à sa mort.
Chef du département des belles-lettres auprès du ministère de l'Intérieur en 1821, puis censeur royal en 1827, il fut également collaborateur au Spectateur et au Mercure de France, et directeur du Défenseur du peuple, journal politique, agricole et industriel de 1850 à 1852.
Il est le père adoptif de Paul de Lourdoueix (1818-1868), lui aussi journaliste, qui lui succède à la direction de la Gazette de France de 1854 à 1861.

### Forceval
Dans un article paru en 2024, Cyprien Cheminat identifie le caricaturiste Forceval, actif en 1814 et 1815, avec Jacques Honoré Lelarge de Lourdoueix.

## Principales publications
- Les Folies du siècle, roman philosophique (1817), Paris, Pillet, 308 pages ;
- Les Séductions politiques, ou l'An 1821, roman (1822)
- Appel à la France contre la division des opinions (1931)
- De la Restauration de la société française, essai (1833) Texte en ligne
- La Raison monarchique, avec Antoine Eugène Genoud (1838)
- De la Vérité universelle, pour servir d'introduction à la philosophie du Verbe (1838)
- Élévations et prières (1847)
- Le Droit national (1851)
- La Révolution c'est l'orléanisme, essai (1852), Paris, Dentu, 290 pages ;
- Le Dernier Mot de la Révolution. M. Proudhon réfuté. Exposé critique du fouriérisme (1852)